# Anteckningar
Anteckningar är ett enkelt textredigeringsprogram som ingår i alla versioner av operativsystemet Microsoft Windows sedan version 1.0 från 1985. I de engelskspråkiga originalversionerna av Windows heter programmet Notepad, vilket också är namnet på den körbara programfilen notepad.exe. Programmet arbetar med oformaterade textfiler, som i Windows har filnamnsändelsen .txt. Filerna kan ha teckenkodningen ANSI (vilket egentligen är Windows-1252; ANSI är egentligen ett felaktigt namn eftersom ANSI inte har standardiserat kodningen), UTF-8 eller Unicode (vilket egentligen är UTF-16LE).
Fixedsys var det enda teckensnittet som fanns tillgängligt för Notepad från Windows 1.0 till Windows 95. I Windows NT 4.0 och 98 infördes möjlighet att ändra teckensnitt. I Windows 2000 blev det förvalda teckensnittet utbytt mot Lucida Console. 

## Alternativ
Det finns många tredjepartsalternativ till Anteckningar med extra funktionalitet tillagd, till exempel TED Notepad, EditPad Lite, Notepad++ och Notepad2.